# المعهد اليهودي التعليمي للكبار
المعهد اليهودي التعليمي للكبار هو مركز يهودي لتعليم الكبار في فيينا.

## تاريخ المعهد
تأسس المعهد في عام 1989 بمبادرة من كيرت روزنكرانتز، في البداية كاتحاد باتفاق تعاون مع جمعية تعليم الكبار في فيينا، أصبح المعهد لاحقًا جزءًا من مراكز تعليم الكبار في فيينا. كان هدف روزينكراتز انشاء مؤسسة تعليمية لليهود وغير اليهود للحد من سوء التفاهم ورفض الآخر ورفض الأحكام المسبقة.

## البناء
يقع المعهد التعليمي في مبنى سكني بُنى بعد عام 1945، في شارع براترشتيرن 1 (Praterstern 1) في مدينة فيينا.